# Cambé
Cambé este un oraș în Paraná (PR), Brazilia.